# 세미팔라틴스크주

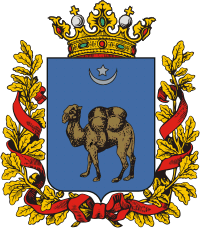
세미팔라틴스크주의 문장

세미팔라틴스크주의 지도

세미팔라틴스크주(러시아어: Семипалатинская область)는 1854년부터 1920년까지 존재했던 러시아 제국의 주로 주도는 세메이(세미팔라틴스크)이며 면적은 506,807km2, 인구는 684,590명(1897년 기준)이다. 현재의 카자흐스탄에 걸쳐 있었다.